# Bułgaria na Letnich Igrzyskach Olimpijskich 2020
Bułgarię na Letnich Igrzyskach Olimpijskich 2020 reprezentowało 42 zawodników : 14 mężczyzn i 28 kobiet. Był to 21 start reprezentacji Bułgarii na letnich igrzyskach olimpijskich.

## Zdobyte medale[3]
| Medal  | Zawodnik                                                                            | Dyscyplina             | Konkurencja                          | Rezultat                                                                 | Data       |
| ------ | ----------------------------------------------------------------------------------- | ---------------------- | ------------------------------------ | ------------------------------------------------------------------------ | ---------- |
| Złoto  | Iwet Goranowa                                                                       | Karate                 | kumite waga do 55 kg kobiet          | W finale pokonała reprezentantkę Ukrainy Andżelika Terliuga              | 5 sierpnia |
| Złoto  | Stojka Petrowa                                                                      | Boks                   | kategoria musza kobiet               | W finale pokonała reprezentantkę Turcji Buse Naz Çakıroğlu               | 7 sierpnia |
| Złoto  | Simona Diankowa, Stefani Kiriakowa, Madlen Radukanowa, Laura Trajec, Erika Zafirowa | Gimnastyka artystyczna | zawody drużynowe                     | 92,100 pkt                                                               | 8 sierpnia |
| Srebro | Antoaneta Kostadinowa                                                               | Strzelectwo            | pistolet pneumatyczny kobiet         | 239,4 pkt                                                                | 25 lipca   |
| Brąz   | Tajbe Jusein Mustafa                                                                | Zapasy                 | kategoria do 62 kg kobiet styl wolny | W pojedynku o brązowy medal pokonała reprezentantkę ROC Lubow Owczarową  | 4 sierpnia |
| Brąz   | Ewelina Nikołowa                                                                    | Zapasy                 | kategoria do 57 kg kobiet styl wolny | W pojedynku o brązowy medal pokonała reprezentantkę ROC Waleriję Kobłową | 5 sierpnia |

## Skład kadry

### Badminton
| Zawodnik                       | Konkurencja        | Faza grupowa                                         | Faza grupowa                               | Faza grupowa                                      | Pozycja | 1/8              | Ćwierćfinały     | Półfinały        | Finał            | Finał   | Źródło                  |
| Zawodnik                       | Konkurencja        | Przeciwnik Wynik                                     | Przeciwnik Wynik                           | Przeciwnik Wynik                                  | Pozycja | Przeciwnik Wynik | Przeciwnik Wynik | Przeciwnik Wynik | Przeciwnik Wynik | Pozycja | Źródło                  |
| ------------------------------ | ------------------ | ---------------------------------------------------- | ------------------------------------------ | ------------------------------------------------- | ------- | ---------------- | ---------------- | ---------------- | ---------------- | ------- | ----------------------- |
| Linda Zecziri                  | gra pojedyncza (k) | Chen Hsuan-yu 1:2 (16-21, 22-20, 8-21)               | Blichfeldt 0:2 (10-21, 3-21)               | N\A                                               | 3.      | NQ               | NQ               | NQ               | NQ               | 15.     | [ 4 ] [ 5 ] [ 6 ]       |
| Gabriеła Stoеwa Stеfani Stoеwa | gra podwójna (m)   | Kim So-yeong Kong Hee-yong 1:2 (23-21, 12-21, 21-23) | Chen Qingchen Jia Yifan 0:2 (18-21, 13-21) | Kititharakul Prajongjai 2:1 (21-11, 16-21, 21-17) | 3.      | N/A              | NQ               | NQ               | NQ               | 9.      | [ 7 ] [ 8 ] [ 4 ] [ 9 ] |

### Boks
| Zawodnik          | Konkurencja          | 1/16                 | 1/8              | Ćwierćfinał      | Półfinał         | Finał            | Finał   | Źródło |
| Zawodnik          | Konkurencja          | Przeciwnik Wynik     | Przeciwnik Wynik | Przeciwnik Wynik | Przeciwnik Wynik | Przeciwnik Wynik | Miejsce | Źródło |
| ----------------- | -------------------- | -------------------- | ---------------- | ---------------- | ---------------- | ---------------- | ------- | ------ |
| Daniеł Asеnow     | waga musza mężczyzn  | Gîrleanu W 5-0       | Escobar P 1-4    | NQ               | NQ               | NQ               | 9.      | [ 10 ] |
| Stojka Petrowa    | waga musza kobiet    | Nguyễn Thị Tâm W 3-2 | Fuchs W 5-0      | Chang Yuan W 4-1 | Namiki W 5-0     | Çakıroğlu W 5-0  | złoto   | [ 11 ] |
| Stanimira Pеtrowa | waga piórkowa kobiet | Bye                  | Arias P 2-3      | NQ               | NQ               | NQ               | 9.      | [ 12 ] |

### Gimnastyka
| Zawodnik         | Konkurencja                 | Kwalifikacje | Kwalifikacje | Kwalifikacje | Kwalifikacje | Kwalifikacje | Kwalifikacje | Kwalifikacje | Kwalifikacje | Finał    | Finał    | Finał    | Finał    | Finał    | Finał    | Finał | Finał   | Źródło |
| Zawodnik         | Konkurencja                 | Przyrząd     | Przyrząd     | Przyrząd     | Przyrząd     | Przyrząd     | Przyrząd     | Razem        | Pozycja      | Przyrząd | Przyrząd | Przyrząd | Przyrząd | Przyrząd | Przyrząd | Razem | Pozycja | Źródło |
| Zawodnik         | Konkurencja                 | F            | PH           | R            | V            | PB           | HB           | Razem        | Pozycja      | F        | PH       | R        | V        | PB       | HB       | Razem | Pozycja | Źródło |
| ---------------- | --------------------------- | ------------ | ------------ | ------------ | ------------ | ------------ | ------------ | ------------ | ------------ | -------- | -------- | -------- | -------- | -------- | -------- | ----- | ------- | ------ |
| David Huddleston | wielobój indywidualnie      | 12,433       | 11,000       | 12,200       | 14,000       | 13,166       | 14,466       | 74,265       | 59.          | NQ       | NQ       | NQ       | NQ       | NQ       | NQ       | NQ    | NQ      | [ 13 ] |
| David Huddleston | ćwiczenia wolne             | 12,433       | N/A          | N/A          | N/A          | N/A          | N/A          | 12,433       | 65.          | NQ       | NQ       | NQ       | NQ       | NQ       | NQ       | NQ    | NQ      | [ 13 ] |
| David Huddleston | ćwiczenia na poręczach      | N/A          | N/A          | N/A          | N/A          | 13,166       | N/A          | 13,166       | 59.          | NQ       | NQ       | NQ       | NQ       | NQ       | NQ       | NQ    | NQ      | [ 13 ] |
| David Huddleston | ćwiczenia na drążku         | N/A          | N/A          | N/A          | N/A          | N/A          | 11,466       | 11,466       | 68.          | NQ       | NQ       | NQ       | NQ       | NQ       | NQ       | NQ    | NQ      | [ 13 ] |
| David Huddleston | ćwiczenia na koniu z łękami | N/A          | 11,000       | N/A          | N/A          | N/A          | N/A          | 11,000       | 72.          | NQ       | NQ       | NQ       | NQ       | NQ       | NQ       | NQ    | NQ      | [ 13 ] |
| David Huddleston | ćwiczenia na kółkach        | N/A          | N/A          | 11,900       | N/A          | N/A          | N/A          | 11,900       | 68.          | NQ       | NQ       | NQ       | NQ       | NQ       | NQ       | NQ    | NQ      | [ 13 ] |

### Gimnastyka artystyczna
| Zawodniczka    | Konkurencja            | Eliminacje | Eliminacje | Eliminacje | Eliminacje | Eliminacje | Finał  | Finał  | Finał   | Finał   | Finał   | Pozycja | Źródło |
| Zawodniczka    | Konkurencja            | Obręcz     | Piłka      | Maczugi    | Skakanka   | Razem      | Obręcz | Piłka  | Maczugi | Wstążka | Razem   | Pozycja | Źródło |
| -------------- | ---------------------- | ---------- | ---------- | ---------- | ---------- | ---------- | ------ | ------ | ------- | ------- | ------- | ------- | ------ |
| Borjana Kalejn | wielobój indywidualnie | 24,100     | 25,800     | 26,600     | 19,150     | 95,650     | 25,900 | 25,625 | 26,650  | 22,450  | 100,625 | 5.      | [ 14 ] |
| Katrin Tasеwa  | wielobój indywidualnie | 24,450     | 24,600     | 24,400     | 17,650     | 91,100     | NQ     | NQ     | NQ      | NQ      | NQ      | 14.     | [ 15 ] |

| Zawodniczki                                                                     | Konkurencja      | Eliminacje | Eliminacje           | Eliminacje | Eliminacje | Finał   | Finał                | Finał  | Pozycja | Źródło |
| Zawodniczki                                                                     | Konkurencja      | 5 piłek    | 3 obręcze, 2 maczugi | Razem      | Pozycja    | 5 piłek | 3 obręcze, 2 maczugi | Razem  | Pozycja | Źródło |
| Zawodniczki                                                                     | Konkurencja      | Wynik      | Wynik                | Wynik      | Wynik      |         |                      |        | Pozycja | Źródło |
| ------------------------------------------------------------------------------- | ---------------- | ---------- | -------------------- | ---------- | ---------- | ------- | -------------------- | ------ | ------- | ------ |
| Simona Diankowa Stefani Kiriakowa Madlen Radukanowa Laura Trajec Erika Zafirowa | zawody drużynowe | 47,500     | 44,300               | 91,800     | 1.         | 47,550  | 44,550               | 92,100 | złoto   | [ 16 ] |

### Judo
| Zawodnik         | Konkurencja | 1/16                | 1/8                   | Ćwierćfinał         | Półfinał            | Repasaże            | Finał / 3.miejsce   | Finał / 3.miejsce | Źródła |
| Zawodnik         | Konkurencja | Przeciwniczka Wynik | Przeciwniczka Wynik   | Przeciwniczka Wynik | Przeciwniczka Wynik | Przeciwniczka Wynik | Przeciwniczka Wynik | Pozycja           | Źródła |
| ---------------- | ----------- | ------------------- | --------------------- | ------------------- | ------------------- | ------------------- | ------------------- | ----------------- | ------ |
| Janisław Gerczew | -60 kg (m)  | Preciado W 10-00    | Yang Yung-wei P 00-10 | NQ                  | NQ                  | NQ                  | NQ                  | 9.                | [ 17 ] |
| Iwajło Iwanow    | -81 kg (m)  | Lucenti W 10-00     | Boltaboyev P 00-01    | NQ                  | NQ                  | NQ                  | NQ                  | 9.                | [ 18 ] |
| Iwelina Iliewa   | -57 kg (k)  | Khelifi W 10-00     | Klimkait P 00-10      | NQ                  | NQ                  | NQ                  | NQ                  | 9.                | [ 19 ] |

### Kajakarstwo
| Zawodnik            | Konkurencja   | Eliminacje | Eliminacje | Ćwierćfinały | Ćwierćfinały | Półfinały | Półfinały | Finał A/B | Finał A/B | Pozycja | Źródło |
| Zawodnik            | Konkurencja   | Czas       | Pozycja    | Czas         | Pozycja      | Czas      | Pozycja   | Czas      | Pozycja   | Pozycja | Źródło |
| ------------------- | ------------- | ---------- | ---------- | ------------ | ------------ | --------- | --------- | --------- | --------- | ------- | ------ |
| Stanilija Stamеnowa | C-1 200 m (k) | 48,477     | 4.         | 48,939       | 5.           | NQ        | NQ        | NQ        | NQ        | NQ      | [ 20 ] |

### Karate
| Zawodnik      | Konkurencja     | Faza grupowa     | Faza grupowa     | Faza grupowa     | Faza grupowa | Półfinały        | Finał            | Finał   | Źródło                                    |
| Zawodnik      | Konkurencja     | Przeciwnik Wynik | Przeciwnik Wynik | Przeciwnik Wynik | Pozycja      | Przeciwnik Wynik | Przeciwnik Wynik | Pozycja | Źródło                                    |
| ------------- | --------------- | ---------------- | ---------------- | ---------------- | ------------ | ---------------- | ---------------- | ------- | ----------------------------------------- |
| Iwet Goranowa | do 55 kg kobiet | Wen Tzu-yun 5:2  | Özçelik 5:1      | Bahmanyar 5:2    | 1.           | Plank 4:3        | Terliuga 5:1     | złoto   | [ 21 ] [ 22 ] [ 23 ] [ 24 ] [ 25 ] [ 26 ] |

### Lekkoatletyka
Konkurencje biegowe
| Zawodnik           | Konkurencja | Eliminacje | Eliminacje | Półfinał | Półfinał | Finał | Finał   | Źródło |
| Zawodnik           | Konkurencja | Wynik      | Miejsce    | Wynik    | Miejsce  | Wynik | Miejsce | Źródło |
| ------------------ | ----------- | ---------- | ---------- | -------- | -------- | ----- | ------- | ------ |
| Inna Еftimowa      | 100 m (k)   | 11,46      | 6.         | NQ       | NQ       | NQ    | NQ      | [ 27 ] |
| Inna Еftimowa      | 200 m (k)   | 23,42      | 5.         | NQ       | NQ       | NQ    | NQ      | [ 28 ] |
| Iwet Łałowa-Collio | 200 m (k)   | 23,39      | 5.         | NQ       | NQ       | NQ    | NQ      | [ 28 ] |

Konkurencje techniczne
| Zawodnik         | Konkurencja    | Kwalifikacje | Kwalifikacje | Finał | Finał   | Źródło |
| Zawodnik         | Konkurencja    | Wynik        | Miejsce      | Wynik | Miejsce | Źródło |
| ---------------- | -------------- | ------------ | ------------ | ----- | ------- | ------ |
| Tichomir Iwanow  | skok wzwyż (m) | 2,17         | 26.          | NQ    | NQ      | [ 29 ] |
| Mireła Demirewa  | skok wzwyż (k) | 1,95         | 14.          | 1,93  | 12.     | [ 30 ] |
| Gabrieła Petrowa | trójskok (k)   | 13,79        | 22.          | NQ    | NQ      | [ 31 ] |

### Pływanie
| Zawodnik          | Konkurencja           | Eliminacje | Eliminacje | Półfinał | Półfinał | Finał | Finał   | Źródło               |
| Zawodnik          | Konkurencja           | Czas       | Miejsce    | Czas     | Miejsce  | Czas  | Miejsce | Źródło               |
| ----------------- | --------------------- | ---------- | ---------- | -------- | -------- | ----- | ------- | -------------------- |
| Kałojan Łеftеrow  | 100 m grzbietowym (m) | 55,60      | 37.        | NQ       | NQ       | NQ    | NQ      | [ 32 ]               |
| Kałojan Łеftеrow  | 200 m grzbietowym (m) | 1:58,96    | 24.        | NQ       | NQ       | NQ    | NQ      | [ 33 ]               |
| Lubomir Еpitropow | 100 m klasycznym (m)  | 1:00,71    | 32.        | NQ       | NQ       | NQ    | NQ      | [ 34 ]               |
| Lubomir Еpitropow | 200 m klasycznym (m)  | 2:09,68    | 14.        | 2:10,33  | 15.      | NQ    | NQ      | [ 35 ] [ 36 ]        |
| Josif Miładinow   | 100 m motylkowym (m)  | 51,28      | 6.         | 51,06    | 4.       | 51,49 | 8.      | [ 37 ] [ 38 ] [ 39 ] |
| Antyni Iwanow     | 100 m motylkowym (m)  | 52,25      | 29.        | NQ       | NQ       | NQ    | NQ      | [ 37 ] [ 38 ] [ 39 ] |
| Antyni Iwanow     | 200 m motylkowym (m)  | 1:56,36    | 20.        | NQ       | NQ       | NQ    | NQ      | [ 40 ] [ 41 ]        |
| Diana Pеtkowa     | 100 m klasycznym (k)  | 1:10,61    | 34.        | NQ       | NQ       | NQ    | NQ      | [ 42 ] [ 43 ] [ 44 ] |
| Diana Pеtkowa     | 200 m zmiennym (k)    | 2:16,70    | 25.        | NQ       | NQ       | NQ    | NQ      | [ 45 ]               |

### Podnoszenie ciężarów
| Zawodnik         | Konkurencja      | Rwanie | Rwanie  | Podrzut | Podrzut | Razem  | Pozycja | Źródło |
| Zawodnik         | Konkurencja      | Wynik  | Pozycja | Wynik   | Pozycja | Razem  | Pozycja | Źródło |
| ---------------- | ---------------- | ------ | ------- | ------- | ------- | ------ | ------- | ------ |
| Bożidar Andrееw  | -73 kg mężczyzn  | 154 kg | 4.      | 184 kg  | 7.      | 338 kg | 5.      | [ 46 ] |
| Christo Christow | -109 kg mężczyzn | 189 kg | 3.      | 219 kg  | 6.      | 408 kg | 5.      | [ 46 ] |

### Strzelectwo
| Zawodnik              | Konkurencja               | Kwalifikacje | Kwalifikacje | Finał | Finał   | Źródło        |
| Zawodnik              | Konkurencja               | Wynik        | Pozycja      | Wynik | Pozycja | Źródło        |
| --------------------- | ------------------------- | ------------ | ------------ | ----- | ------- | ------------- |
| Antoaneta Kostadinowa | pistolet pneumatyczny (k) | 578-13x      | 6.           | 239,4 | srebro  | [ 47 ] [ 48 ] |
| Marija Grozdewa       | pistolet pneumatyczny (k) | 559-10x      | 43.          | NQ    | NQ      | [ 47 ] [ 48 ] |
| Antoanеta Kostadinowa | pistolet sportowy (k)     | 590-16x      | 1.           | 28    | 4.      | [ 49 ]        |
| Marija Grozdewa       | pistolet sportowy (k)     | 578-14x      | 27.          | NQ    | NQ      |               |
| Selin Ali             | trap (k)                  | 115          | 20.          | NQ    | NQ      | [ 50 ] [ 51 ] |

### Tenis stołowy
| Zawodnik         | Konkurencja        | Eliminacje       | Runda 1          | Runda 2            | Runda 3          | 1/8 finału       | Ćwierćfinały     | Półfinały        | Finał            | Finał   | Źródło |
| Zawodnik         | Konkurencja        | Przeciwnik Wynik | Przeciwnik Wynik | Przeciwnik Wynik   | Przeciwnik Wynik | Przeciwnik Wynik | Przeciwnik Wynik | Przeciwnik Wynik | Przeciwnik Wynik | Pozycja | Źródło |
| ---------------- | ------------------ | ---------------- | ---------------- | ------------------ | ---------------- | ---------------- | ---------------- | ---------------- | ---------------- | ------- | ------ |
| Polina Trifonowa | gra pojedyncza (k) | Hanffou W 4-1    | de Nutte W 4-3   | Xiaoxin Yang P 1-4 | NQ               | NQ               | NQ               | NQ               | NQ               | 33.     | [ 52 ] |

### Zapasy
| Zawodnik             | Konkurencja                    | 1/16             | 1/8                   | Ćwierćfinał        | Półfinał          | Repesaż 1        | Finał            | Finał   | Źródło |
| Zawodnik             | Konkurencja                    | Przeciwnik Wynik | Przeciwnik Wynik      | Przeciwnik Wynik   | Przeciwnik Wynik  | Przeciwnik Wynik | Przeciwnik Wynik | Pozycja | Źródło |
| -------------------- | ------------------------------ | ---------------- | --------------------- | ------------------ | ----------------- | ---------------- | ---------------- | ------- | ------ |
| Ajk Mnacakanian      | -77 kg mężczyzn styl klasyczny | N/A              | Starčević P 1-3       | NQ                 | NQ                | NQ               | NQ               | 12.     | [ 53 ] |
| Kirił Miłow          | -97 kg mężczyzn styl klasyczny | N/A              | İldem W 3-1           | Saravi P 1-12      | NQ                | NQ               | NQ               | 8.      | [ 54 ] |
| Georgi Wangełow      | -57 kg mężczyzn styl wolny     | N/A              | Kherbache W 11-0      | Kumar P 4-14       | NQ                | Tigreros W 13-4  | Sanaa P 1-5      | 5.      | [ 55 ] |
| Miglena Seliszka     | -50 kg kobiet styl wolny       | N/A              | Vuc W 6-0             | Hildebrandt P 2-12 | NQ                | NQ               | NQ               | 7.      | [ 56 ] |
| Ewelina Nikołowa     | -57 kg kobiet styl wolny       | N/A              | Jowita Wrzesień W 3-0 | Nichita W 6-3      | Kuraczkina P 0-11 | N/A              | Kobłowa W 5-0    | brąz    | [ 57 ] |
| Tajbe Jusein Mustafa | -62 kg kobiet styl wolny       | N/A              | Nunes W 4-1           | Bolortujaa W 10-0  | Kawai P 2-3       | N/A              | Owczarowa W 10-0 | brąz    | [ 58 ] |
| Mimi Christowa       | -68 kg kobiet styl wolny       | N/A              | Dżumanazarowa P 5-7   | NQ                 | NQ                | NQ               | NQ               | 11.     | [ 59 ] |